# شرغوفيات
الشـٌرغوفيات (بالإنجليزية Hylidae) هي فصيلة واسعة النطاق من الضفادع تُعرَف عادةً باسم «ضفادع الشجر» ورفيقاتها. وعلى الرغم من هذه التسمية، فإن ضفادع الشرغوفيات تشمل أنواعًا متنوعة من الضفادع كثيرٌ منها لا يعيش فوق الأشجار، ولكنها تكون ضفادع بَرِّيّة أو شبه مائية.

## الخصائص
لدى معظم الشرغوفيات تكيفات ملائمة للحياة الشجرية، من ضمنها العينان الموجهتان إلى الأمام مما يوفر رؤية مزدوجة، والرقع اللاصقة على الأصابع. وفيما يتعلق بالأنواع غير الشجرية، ربما توجد هذه الصفات مُنْضَمِرَة أو غير موجودة. أما الضفدع الأسترالي (Cyclorana) فهو نوعٌ ناقب (حفار) من الضفادع التي تعيش معظم حياتها تحت الأرض.
تتغذى الشرغوفيات على الحشرات واللافقاريات بشكلٍ رئيسي، ولكن بعض الأنواع الأكبر حجمًا يمكن أن تتغذى على الفقاريات الصغيرة.
تضع الشرغوفيات بيضها في أماكن مختلفة، كلٌ حسب نوعه. تستخدم الكثير من هذه الضفادع المستنقعات، أو البِرَك التي تتكون داخل ثقوب الشجر، بينما تستخدم الضفادع الأخرى نباتات البروملياد (bromeliad) أو أي نباتاتٍ أخرى مُخزِنة للمياه. تضع ضفادع الأنواع الأخرى بيوضها على أوراق النباتات المتدلية فوف الماء مما يسمح للشرغوف (tadpole) بالسقوط في البِركة عند الفقس.
عددٌ قليلٌ من الأنواع يستخدم الجداول سريعة التدفق حيث تُثبِّت البيوض جيدًا في القاع. ولدى شغروف تلك الأنواع ماصَّات تمكنه من التَّشَبُث بالصخور بعد الفقس. تُظهِر الشرغوفيات الجنوب أمريكية تكيفًا غير معتاد بفقس البيوض على ظهر الأنثى. يتميز شرغوف معظم أنواع الضفادع الشرغوفية بموقعٍ جانبي للأعين وذيولٍ عريضةٍ ذات أطرافٍ خيطية (أي رفيعة وتشبه في ذلك الخيط).

## النوع النموذجي
يسكن ضفدع الشجر الأوروبي (Hyla arborea) وسط وجنوب أوروبا بشكلٍ رئيسي، كما أنه يتجول وصولاً إلى آسيا وشمال أفريقيا. ويُحدِث هذا النوع من الضفادع أصواتًا مزعجةً عند اقتراب هطول المطر، كما تلزم أحيانًا هذه الضفادع مخابئها مشابهةً في ذلك لجهاز قياس ضغط الجو (barometer). 
ويوجد في شمال أمريكا أنواع كثيرة من فصيلة الشرغوفيات مثل ضفدع الشجر الرمادي (Hyla versicolor) وضفدع الشجر الأمريكي الأخضر (Hyla cinerea). ينتشر ضفدع الشجر المزقزق أو (Pseudacris crucifer) في شرق الولايات المتحدة وكثيرًا ما تُسمع زقزقته في ليالي الصيف والربيع.
«ضفدع الشجر» هو اسم شائع لأنواعٍ كثيرة من الشرغوفيات. فضفدع Hyla versicolor هو ضفدع الشجر الذي يغير لونه، وTrachycephalus lichenatus هو ضفدع الشجر المُغطى بالطحالب (اللشنيات) وTrachycephalus marmoratus هو الضفدع الرٌّخامي.  وبالإضافة إلى ذلك، اسم «ضفدع الشجر» لا يخص فصيلة الهيليدات وحدها، فهو يستخدم أيضًا في الإشارة إلى أنواعٍ كثيرةٍ من ضفادع النوع حاملات الجعد.

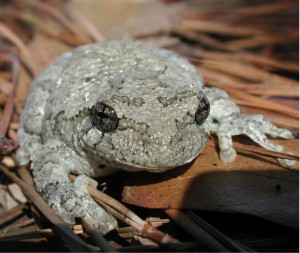
ضفدع الشجر الرمادي، ضفدع الشجر الرمادي الشمال أمريكي
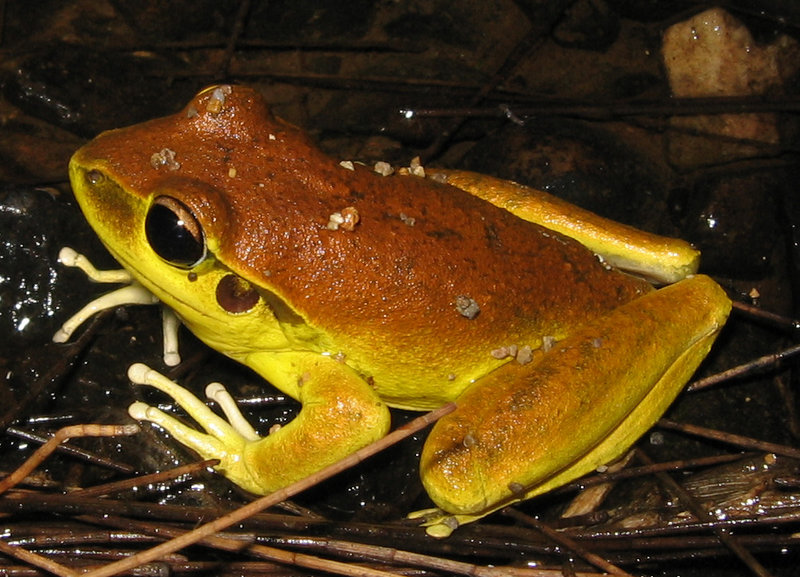
Litoria wilcoxi، ضفدع الجداول الصخرية
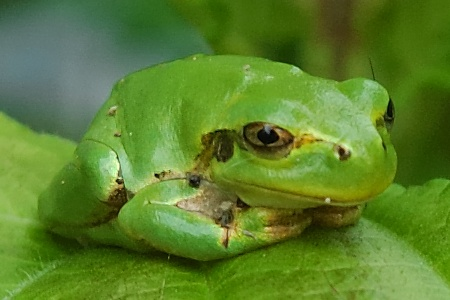
Hyla japonica، ضفدع الشجر الياباني
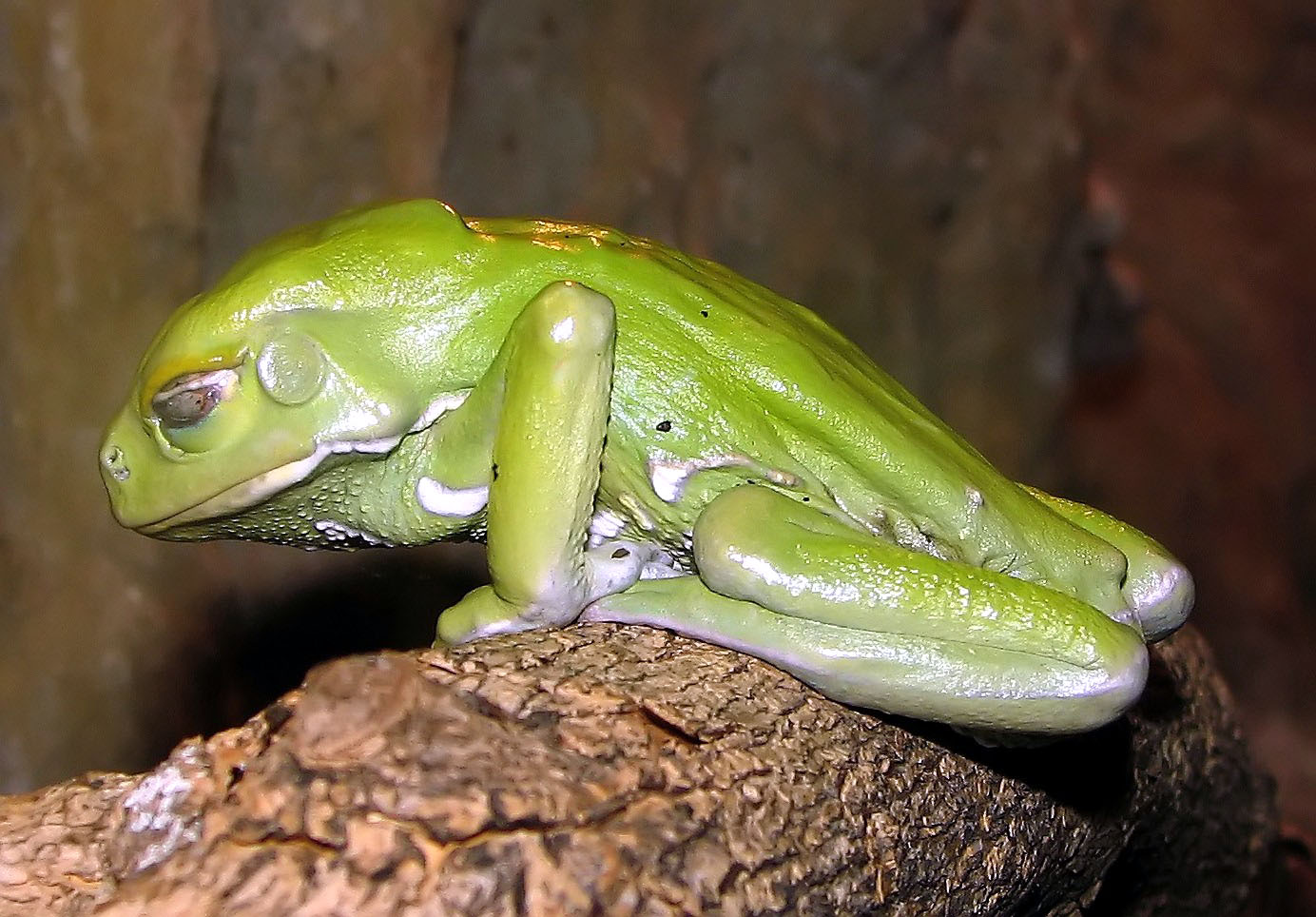
Phyllomedusa sauvagii، ضفدع أوراق الشجر القرد الشمعي

## التصنيف
تنقسم فصيلة الشرغوفيات إلى الأسر والأجناس التالية:
الشرغوفيات
| - أسرة Pelodryadinae (ضفادع الشجر الأسترالية الغينية) - ضفادع الشجر الأسترالية الآسيوية (Litoria) - ضفدع الشجر كبير العينين (Nyctimystes) - Pelodryas - أسرة ضفادع الورق (ضفادع الأوراق) - Agalychnis - Cruziohyla - Hylomantis – ضفادع الأوراق الخشنة - Pachymedusa – ضفادع الأوراق المكسيكية - Phasmahyla – ضفادع الأوراق اللامعة - Phrynomedusa – ضفادع الأوراق الملونة - ضفدع الورق | - أسرة Hylinae - ضفدع الجدجد – ضفادع الصراصير - Anotheca – ضفادع الشجر شائكة الرأس - Aparasphenodon – الضفادع مخوّذة الرأس - Aplastodiscus – ضفادع شجر أراضي القصب - Argenteohyla – الضفادع الأرجنتينية - Bokermannohyla - Bromeliohyla - Charadrahyla - Corythomantis – ضفادع الشجر مخوّذة الرأس - ديندروبسوفوس - ضفادع الجدول – ضفادع الجدول - ضفدع الشجر ذو الأطراف ذات الحواف المتعرجة (Ecnomiohyla) - Exerodonta - ضفدع الشجر – ضفادع الشجر العادية - Hyloscirtus - ضفادع مجالدة – الضفادع المُحارِبة - Isthmohyla - Itapotihyla - Lysapsus - Megastomatohyla - Myersiohyla - Nyctimantis – ضفادع الشجر بنية-العينين - Osteocephalus – ضفادع الشجر ذات الأرجل-النحيفة - Osteopilus – ضفادع الشجر الكوبية - Phyllodytes – الضفادع ذات الألسن المشكلة على شكل قلب - Plectrohyla – الضفادع ذات الإصبع الشوكة - ضفدع الجوقة – الضفادع المُرَدِّدَة - ضفادع كاذبة – الضفادع السَّبَّاحة - Ptychohyla – ضفادع الجدول - Scarthyla – ضفادع شجر مادري دي ديوس - Scinax – ضفادع الشجر ذات الأنف الطويل - Smilisca – الضفادع النَّاقبة - Sphaenorhynchus – ضفادع الشجر الليمونية - Tepuihyla – ضفادع شجر الأمازون - Tlalocohyla - Trachycephalus – ضفادع الشجر مخوَّذة الرأس - Triprion – ضفادع الشجر جاروفية الرأس - Xenohyla |

## اقرأ أيضا
- ضفدعة حمراء العينين

## وصلات خارجية
- Amphibian Species of the World
- http://www.tolweb.org/Hylidae
- http://amphibiaweb.org/lists/Hylidae.shtml
- http://www.floridanature.org/family.asp?family=Hylidae
- http://www.fs.fed.us/r4/amphibians/family_hylidae.htm
- http://www.livingunderworld.org/anura/database/hylidae